# Clifford T. Robinson
Clifford Trent «Cliff» Robinson (Oakland, California, 13 de marzo de 1960) es un exjugador de baloncesto estadounidense que jugó 12 temporadas en la NBA, además de hacerlo en la liga griega, la CBA y la USBL. con 2,05 metros de altura, lo hacía en la posición de ala-pívot.

## Trayectoria deportiva

### Universidad
Jugó durante dos temporadas con los Trojans de la Universidad del Sur de California, en las que promedió 18,6 puntos y 10,6 rebotes por partido. fue incluido en sus dos temporadas en el mejor quinteto de la Pacific Ten Conference, además de poseer los récords de su universidad de más puntos en un partido, con 39, empatado con Bill Hewitt y Harold Miner, el de más rebotes, con 28, y el mejor doble-doble de la historia de los Trojans, con 35 puntos y 28 rebotes en un partido ante Portland State en 1978.

### Profesional
Fue elegido en la decimoprimera posición del Draft de la NBA de 1979 por New Jersey Nets, donde cuajó una gran temporada de novato, promediando 13,6 puntos y 7,2 rebotes por partido. Al año siguiente se hizo con el puesto de titular, acabando como segundo mejor anotador del equipo, por detrás de Mike Newlin, consiguiendo 19,5 puntos por noche, uno de sus mejores registros como profesional.
Al término de la temporada 1980-81 fue traspasado a Kansas City Kings a cambio de Otis Birdsong y una futura ronda del draft, donde apenas jugaría media temporada antes de ser de nuevo traspasado, esta vez a Cleveland Cavaliers a cambio de Reggie Johnson. En los Cavs se hizo rápidamente con el puesto de titular, siendo en las dos temporadas y media que jugó uno de sus mejores anotadores y reboteadores. Destacó sobre todo en la temporada 1982-83, en la que promedió 18 puntos y 11,1 rebotes por partido, siendo el séptimo mejor reboteador de la liga.
En 1984 fue traspasado, junto con Tim McCormick a Washington Bullets, a cambio de Mel Turpin. Allí jugó durante dos temporadas, manteniendo el nivel de juego de años anteriores, con promedios que rondaron los 18 puntos y 9 rebotes. Al término de la temporada 1985-86 fue traspasado junto con Jeff Ruland a Philadelphia 76ers a cambio de Moses Malone, Terry Catledge y dos futuras rondas del draft. Jugó 3 temporadas con los Sixers, pero las lesiones empezaron a hacer mella en él, perdiéndose más de la mitad de los partidos. Tras terminar contrato, y viéndose sin equipo, decidió jugar en los Rapid City Thrillers de la CBA, recibiendo en el mes de marzo la llamada de Los Angeles Lakers quienes le ofrecieron un contrato por diez días, que se amplió hasta el final de la temporada.
Terminó su carrera jugando una temporada en la liga griega y en la USBL, antes de retornar a los Thrillers, donde se retiraría definitivamente. En sus 12 temporadas en la NBA promedió 17,2 puntos y 8,3 rebotes por partido.

## Estadísticas de su carrera en la NBA

### Temporada regular
| Temporada | Edad | Equipo              | Liga | P   | TIT | MIN  | TC  | TCA  | %TC  | 3P  | 3PA | %3P   | TL  | TLA | %TL  | R.OF. | R.DEF. | REB  | ASIS | ROB | TAP | PER | FP  | PTS  |
| 1979-80   | 19   | New Jersey Nets     | NBA  | 70  |     | 23.7 | 5.6 | 11.9 | .469 | 0.0 | 0.1 | .250  | 2.4 | 3.5 | .694 | 2.5   | 4.7    | 7.2  | 1.4  | 0.9 | 0.5 | 2.0 | 2.5 | 13.6 |
| 1980-81   | 20   | New Jersey Nets     | NBA  | 63  |     | 28.9 | 8.3 | 17.0 | .491 | 0.0 | 0.0 | 1.000 | 2.8 | 3.9 | .718 | 1.9   | 5.7    | 7.6  | 1.7  | 0.9 | 0.8 | 2.9 | 3.4 | 19.5 |
| 1981-82   | 21   | TOTAL               | NBA  | 68  | 59  | 32.0 | 7.6 | 16.8 | .453 | 0.0 | 0.1 | .000  | 3.3 | 4.6 | .709 | 2.6   | 6.4    | 9.0  | 1.8  | 1.3 | 1.5 | 2.2 | 3.3 | 18.5 |
| 1981-82   | 21   | Kansas City Kings   | NBA  | 38  | 30  | 32.3 | 8.5 | 18.6 | .455 | 0.0 | 0.1 | .000  | 3.3 | 4.7 | .694 | 2.2   | 6.3    | 8.5  | 1.9  | 1.2 | 1.6 | 2.3 | 3.2 | 20.2 |
| 1981-82   | 21   | Cleveland Cavaliers | NBA  | 30  | 29  | 31.5 | 6.5 | 14.5 | .451 | 0.0 | 0.0 | .000  | 3.2 | 4.4 | .729 | 3.0   | 6.5    | 9.6  | 1.6  | 1.4 | 1.4 | 2.1 | 3.4 | 16.3 |
| 1982-83   | 22   | Cleveland Cavaliers | NBA  | 77  | 75  | 33.8 | 7.6 | 16.0 | .477 | 0.0 | 0.1 | .000  | 2.8 | 3.9 | .708 | 2.5   | 8.6    | 11.1 | 1.9  | 0.8 | 0.8 | 2.9 | 3.5 | 18.0 |
| 1983-84   | 23   | Cleveland Cavaliers | NBA  | 73  | 70  | 32.9 | 7.3 | 16.2 | .450 | 0.0 | 0.0 | .500  | 3.2 | 4.6 | .701 | 2.1   | 8.2    | 10.3 | 2.5  | 0.7 | 0.4 | 2.6 | 2.7 | 17.8 |
| 1984-85   | 24   | Washington Bullets  | NBA  | 60  | 37  | 31.2 | 7.0 | 14.9 | .471 | 0.0 | 0.1 | .333  | 2.6 | 3.6 | .742 | 2.4   | 6.8    | 9.1  | 2.5  | 0.9 | 0.8 | 2.7 | 3.1 | 16.7 |
| 1985-86   | 25   | Washington Bullets  | NBA  | 78  | 78  | 32.9 | 7.6 | 16.1 | .474 | 0.0 | 0.1 | .250  | 3.4 | 4.5 | .762 | 2.3   | 6.4    | 8.7  | 2.4  | 1.3 | 0.6 | 2.6 | 2.8 | 18.7 |
| 1986-87   | 26   | Philadelphia 76ers  | NBA  | 55  | 30  | 28.8 | 6.1 | 13.3 | .464 | 0.0 | 0.1 | .000  | 2.5 | 3.3 | .755 | 1.6   | 4.0    | 5.6  | 1.6  | 1.6 | 0.5 | 2.2 | 2.7 | 14.8 |
| 1987-88   | 27   | Philadelphia 76ers  | NBA  | 62  | 51  | 34.0 | 7.8 | 16.8 | .464 | 0.0 | 0.1 | .222  | 3.4 | 4.7 | .717 | 1.9   | 4.7    | 6.5  | 2.1  | 1.3 | 0.6 | 2.6 | 3.1 | 19.0 |
| 1988-89   | 28   | Philadelphia 76ers  | NBA  | 14  | 13  | 29.7 | 6.4 | 13.4 | .481 | 0.0 | 0.1 | .000  | 2.3 | 3.1 | .727 | 1.4   | 4.0    | 5.4  | 2.3  | 1.2 | 0.1 | 2.4 | 2.6 | 15.1 |
| 1991-92   | 31   | Los Angeles Lakers  | NBA  | 9   | 0   | 8.7  | 1.2 | 3.0  | .407 | 0.0 | 0.1 | .000  | 0.8 | 0.9 | .875 | 0.8   | 1.3    | 2.1  | 1.0  | 0.6 | 0.0 | 0.8 | 0.4 | 3.2  |
| Total     |      |                     | NBA  | 629 | 413 | 30.7 | 7.1 | 15.3 | .468 | 0.0 | 0.1 | .184  | 2.9 | 4.0 | .722 | 2.2   | 6.2    | 8.3  | 2.0  | 1.0 | 0.7 | 2.5 | 3.0 | 17.2 |

### Playoffs
| Temporada | Edad | Equipo             | Liga | P  | MIN | TCA | TC  | 3PA | 3P | TLA | TL | R.OF. | REB | ASIS | ROB | TAP | PER | FP | PTS | %TC  | %3P | %FT  | MIN  | PTS  | REB | AST |
| 1984-85   | 24   | Washington Bullets | NBA  | 4  | 123 | 25  | 56  | 0   | 0  | 9   | 12 | 12    | 30  | 4    | 4   | 2   | 3   | 14 | 59  | .446 |     | .750 | 30.8 | 14.8 | 7.5 | 1.0 |
| 1985-86   | 25   | Washington Bullets | NBA  | 5  | 177 | 46  | 93  | 0   | 0  | 15  | 31 | 17    | 43  | 17   | 10  | 3   | 15  | 19 | 107 | .495 |     | .484 | 35.4 | 21.4 | 8.6 | 3.4 |
| 1986-87   | 26   | Philadelphia 76ers | NBA  | 5  | 138 | 30  | 61  | 0   | 0  | 13  | 15 | 10    | 43  | 6    | 3   | 7   | 8   | 15 | 73  | .492 |     | .867 | 27.6 | 14.6 | 8.6 | 1.2 |
| 1991-92   | 31   | Los Angeles Lakers | NBA  | 3  | 24  | 3   | 10  | 0   | 0  | 5   | 8  | 2     | 6   | 1    | 3   | 1   | 2   | 6  | 11  | .300 |     | .625 | 8.0  | 3.7  | 2.0 | 0.3 |
| Total     |      |                    | NBA  | 17 | 462 | 104 | 220 | 0   | 0  | 42  | 66 | 41    | 122 | 28   | 20  | 13  | 28  | 54 | 250 | .473 |     | .636 | 27.2 | 14.7 | 7.2 | 1.6 |